# الرابطة الجزائرية لكرة القدم للسيدات
الرابطة الوطنية لكرة القدم للسيدات. يرمز لها ب(LNFF)، هي أبرز بطولة كرة قدم للسيدات في الجزائر، تأسست سنة 2013، تتكون من ثماني أندية في الرابطة و100 نادي على مستوى الرابطات والإعمار.

## تاريخ
تحظى فرق كرة القدم الجزائرية للسيدات الناشطة حاليا بدعم الاتحادية الكروية التي تتكفل بها من حيث التنقل والإيواء عندما تلعب خارج الديار، ويوجد حاليا 100 فريقا كرويا للإناث بالجزائر ينشط في مختلف الأقسام، 12 منهم ضمن بطولة القسم الوطني الأول.

## وصلات خارجية
- الموقع الرسمي لرابطة